# Вуич, Филип
Фили́п Ву́ич (серб. Филип Вујић / Filip Vujić; родился 17 октября 1989 в Белграде) — сербский волейболист, играющий на позиции либеро в клубе «Црвена Звезда» и сборной Сербии; чемпион Европы 2011 года и бронзовый призёр чемпионата Европы 2013 года.

## Биография
Филип Вуич является воспитанником белградского клуба «Црвена Звезда», за основную команду которого выступал с 2008 по 2014 год. В её составе выиграл три титула чемпиона Сербии (2011/12—2013/14), четыре Кубка (2008/09, 2010/11, 2012/13, 2013/14) и три Суперкубка страны (2011—2013).
В мае 2009 года выступал за молодёжную сборную в отборочном турнире чемпионата мира. Спустя два года впервые был вызван Игором Колаковичем на сбор национальной команды, но в заявку на Мировую лигу-2011 не попал. В августе того же года Филип Вуич снова получил вызов в сборную для замены опытного Марко Самарджича, не успевшего восстановиться после операции на колене. В сентябре выиграл золотую медаль чемпионата Европы в Австрии и Чехии, однако на площадку не выходил, уступая место в заявке на матчи Николе Росичу.
В июне 2012 года в Санто-Доминго Вуич сыграл в трёх матчах интерконтинентального раунда Мировой лиги. В сентябре 2013 года вновь в качестве запасного игрока стал обладателем бронзовой медали чемпионата Европы в Дании и Польше.
Закончив спортивную карьеру волейболиста, стал заниматься в смешанных боевых искусствах – MMA.